# القوات المسلحة الوطنية لموظفي الكتيبة اللاتفية
القوات المسلحة الوطنية لموظفي الكتيبة اللاتفية (باللاتفية:  Nacionālo Bruņoto Spēku Štāba bataljons) كتيبة متخصصة من القوات المسلحة الوطنية اللاتفية. مهامها الرئيسية هي ضمان أمن المقر المشترك NAF، وتوفير اتصالات آمنة ودون انقطاع إلى وحدات NAF والمشاركة في الاحتفالات العسكرية. الكتيبة تابعة مباشرة لقائد المقر المشترك.